# السفرج (الحجل الرملي)
الحجل الرملي (الاسم العلمي: Ammoperdix heyi) (بالإنجليزية: Sand Partridge)‏ يعرف أيضا باسم السفرج أوالحجل الفلسطيني. هو طائر من الطرائد التي تندرج تحت فصيلة التدرجية من رتبة الدجاجيات، يعيش هذا النوع من الطيور في الأراضي الجافة وغالباً في الأراضي الجبلية. يضع البيض تحت الرمال لكي تكون بعيدة عن الفرائس والحشرات.

## الموائل
ينتشر الحجل الرملي، الذي يمكن تمييز أربعة أنواع منه من جنوب سورية حتى غرب مصر وشبه الجزيرة العربية، وهو يحمل اسما مغلوطا فيه لأنه طائر المناطق الصخرية، ولا يقرب الرمال إلا إذا كانت متاخمة لصخور. والحجل الرملي من الطيور غير المهاجرة على الأرجح، ويفضل التلال الصخرية والأودية والهضاب في المناطق الجافة التي فيها بعض النباتات الحية. ويبلغ الحجل الرملي ذروة نشاطه بعد شروق الشمس وقبيل الغروب، ويتجنب حرارة الشمس الحارقة باللجوء إلى ظل الصخور والنباتات في منتصف النهار. وهو قادر على البقاء دون وجود مصادر مياه، رغم أنه لا يتردد في الشرب عند توفرها.

## الغذاء
يتغذى الحجل الرملي على أوراق وبراعم نبات اللسان العربي، إضافة إلى بعض الحشرات التي تنجذب إلى أزهار نبات الحرمل المنتصب السام. ومع كونه أكثر الطيور الطريدة انتشارا في الجزيرة العربية، فإن آلية تكاثره لا تزال مجهولة.

## التكاثر
يعد موسم التكاثر المرجح في المدة من شهر مارس إلى شهر يوليو، وتحديدا في أبريل ويونيو. الحجل الرملي موجود في معظم العام ضمن أسراب من 10 - 15 طائرا، وتصل إلى 20 كحد أقصى، في مجموعا من الطيور البالغة والفراخ. وتعلن ذكور الطيور عن حدود منطقتها في فصل الربيع مغردة فوق الصخور البارزة، وبخاصة وقت الفجر. كما تظهر طيور الحجل الرملي في أزواج خلال فصل الربيع، حيث يقوم الذكر بمطاردة الذكور الأخرى، مستعرضة ريشها ومتباهية بأجنحتها.